# Тлумацький повіт
Тлумацький повіт (нім. Bezirk Tłumacz, пол. Powiat tłumacki) — історична адміністративна одиниця на українських землях, що входила до складу Австро-Угорщини, Західно-Української Народної республіки, Польщі, УРСР і Третього Райху. Адміністративним центром було місто Тлумач.

## Австро-Угорщина
Тлумацький повіт був утворений 1854 року з 26 громад (гмін). 1867 року, в результаті адміністративної реформи, до нього було приєднано Тисменицький повіт з 26 громадами (однак у судовій структурі зберігся попередній поділ і Тисменицький судовий повіт), а також передано громади Бобрівники, Довге, Комарівка, Лядське, Лука, Межигір'я, Новосілка, Петрилів, Рошнів, Стриганці, Тростянці, Устя-Зелене і Юрківка з ліквідованого Монастириського повіту та громади Милування і Вільшаниця з Галицького повіту. Таким чином Тлумацький повіт охоплював територію нинішніх Тлумацького та частково Коломийського, Монастириського і Тисменицького районів і в практично такому вигляді існував до 1944 року.
Станом на 1879 рік, повіт налічував 60 населених пунктів, розподілених по 52 кадастрових квартали.
На території повіту діяли два повітові суди — у Тлумачі та Тисмениці. 1 листопада 1897 року утворений Отинійський судовий повіт, котрий охоплював 19 громад Тлумацького повіту.

## ЗУНР
У листопаді 1918 року повіт увійшов до Станиславівської військової області ЗУНР. Повітовим комісаром був Іван Макух (УРП), якого згодом змінив Антін Галька. Іван Макух був обраний також головою повітової УНРади. Делегатом до УНРади був обраний Августин Домбровський (УРП).

## Під польською окупацією
Після окупації ЗУНР унаслідок польсько-української війни територія повіту опинилася у межах Польської Республіки. Повіт включений до Станіславського воєводства після утворення воєводства у 1920 році на окупованих землях ЗУНР.

### Зміни адміністративного поділу

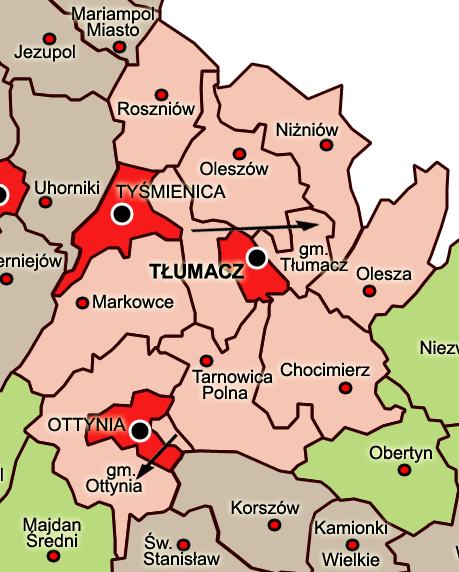
Тлумацький повіт

Розпорядженням Ради міністрів 28 травня 1934 року село Підпечери було передано з Тлумацького повіту до Станіславського.
1 серпня 1934 року було здійснено новий поділ на сільські гміни шляхом об'єднання тогочасних (збережених від Австро-Угорщини) гмін, які позначали громаду села. Новоутворені гміни відповідали волості — об'єднували громади кількох сіл або (в рідкісних випадках) обмежувались єдиним великим селом.

#### Міста (Міські гміни)
1. містечко Отинія — місто з 1934 року, раніше було сільською гміною
2. містечко Тлумач — місто з 1934 року
3. м. Тисмениця

#### Сільські гміни
| Об'єднані сільські гміни 1934 року | Об'єднані сільські гміни 1934 року | Старі сільські гміни | Кількість |
| ---------------------------------- | ---------------------------------- | --- | --------- |
| 1                                  | гміна Марківці                     | Ляцкє Шляхецкє, Марковце (Марківці), Одає под Слобудком (Одаї), Погоня, Пшенічнікі (Пшеничники), Слобудка под Одаями (Слобідка), Хомякувка (Хомʼяківка), Чарнолозьце (Чорнолізці)                                                                              | 8         |
| 2                                  | гміна Ніжнів                       | Антонівка, Кутища, Нижнів, Новосілка, Петрилів | 5         |
| 3                                  | гміна Олеша                        | Будзин, Горигляди, Делява, Долина, Олеша | 5         |
| 4                                  | гміна Олешів                       | Братишув (Братишів), Букувна (Буківна), Олєшув (Олешів), Остриня, Палагіче (Палагичі) | 5         |
| 5                                  | гміна Отинія                       | Бабянка (Бабʼянка), Віноґрад (Виноград), Ворона, Ґрабіч (Грабич), Голоскув (Голосків), Красілувка (Красилівка), Кшивотули Старе (Старі Кривотули), Молодилув (Молодилів), Нова Вєсь (Нове Село), Скопувка (Сколівка), Струпкув (Струпків), Угорнікі (Угорники) | 12        |
| 6                                  | гміна Рошнів                       | Долге (Довге), Мілованє (Милування), Ольшаніца (Вільшаниця), Рошнюв (Рошнів), Стриганьце (Стриганці), Юркувка (Юрківка) | 6         |
| 7                                  | гміна Терновиця Пільна             | Богородичин, Гостів, Закрівці, Константинівка, Королівка, Нові Кривотули, Прибилів, Торговиця, Терновиця Пільна | 9         |
| 8                                  | гміна Тлумач                       | Гриньовце (Гринівці), Клубовце (Клубівці), Коліньце (Колинці), Надорожна, Окняни (Вікняни), Слобудка под Тлумачем (Слобідка) | 6         |
| 9                                  | гміна Хотимир                      | Бортнікі (Бортники), Грушка, Єзєжани (Озеряни), Пужнікі (Пужники), Хоцімєж (Хотимир) | 5         |
| отримала статус міської            | отримала статус міської            | Отинія (до 1934 р.) | 1         |
| передано до Станіславського повіту | передано до Станіславського повіту | Підпечери (до 28.05.1934) | 1         |

* Виділено містечка, що були у складі сільських гмін та не мали міських прав.

## Радянський період
27 листопада 1939 року повіт було включено до новоутвореної Станіславської області.
В 1940 року повіт було ліквідовано в результаті поділу території на райони:
- Отинянський — з містечка Отинія і сільських гмін Отинія, Терновиця Пільна і Хотимир
- Тлумацький — з міста Тлумач і сільських гмін Тлумач, Нижнів, Олеша й Олешів
- Тисменицький — з міста Тисмениця та сільських гмін Марківці і Рошнів.

## Третій Райх
Під час німецької окупації у 1941-1944 рр. Тлумацький повіт був відновлений як адміністративна одиниця Крайсгауптманшафту Станіслав — складової частини Дистрикту Галичина. Відновлений також був і поділ на гміни (волості). Однак після повторного захоплення території повіту радянськими військами його знову було поділено на ті ж самі райони.

## Сучасність
Нині на території Тлумацького повіту розташовані дві адміністративних одиниці Івано-Франківської області — Тлумацький та частково Тисменицький райони.

## Населення
Станом на 1910 рік українці-грекокатолики становили 74% населення повіту.
Станом на 1939 рік на території повіту проживало 123 960 мешканців (91 600 українців-грекокатоликів — 73,89%, 13 230 українців-латинників — 10,65%, 9 810 поляків — 7,91%, 1 560 польських колоністів міжвоєнного періоду — 1,22%, 6 965 євреїв — 5,62% та 795 німців та інших національностей — 0,64%).
Опубліковані польським урядом цифри про національний склад повіту за результатами перепису 1931 року (з 116 028 населення нібито було аж 44 958 (38,75%) поляків при 66 659 (57,45%) українців, 3 677 (3,17%) євреїв і 502 (0,43%) німців) суперечать даним, отриманим від місцевих жителів та пропорціям за минулими та майбутніми переписами.